# Мокрокалигорский район
Мокрокалиго́рский райо́н — административно-территориальная единица, образованная в 1923 году в составе Корсуньского округа, УССР, СССР.
Административный центр — село Мокрая Калигорка.

## История
С 27 февраля 1932 года район в составе Киевской области. 4 января 1957 года он был ликвидирован, а территория района отошла к Шполянскому району Черкасской области.
По состоянию на 1 сентября 1946 года в районе было 24 населённых пункта, которые подчинялись 14 сельским советам. Из них 17 сёл и 7 хуторов:
- сёла: Антоновка, Викнино, Весёлый Кут, Витязево, Глиняная Балка, Елизаветка, Кавуновка, Киселёвка, Коротино, Мокрая Калигорка, Новая Ярославка, Ружковка, Соболевка, Ступичное, Сухая Калигорка, Ярославка, Ярошовка;
- хутора: Гордаев, Джулинка, Казачины, Луки, Новосёловка, Петровка, Шевченка.